# Legion Wolność Rosji
Legion „Wolność Rosji” (ukr. Легіон «Свобода Росії», ros. Легион «Свобода России») lub Legion „Wolna Rosja” – formacja paramilitarna utworzona w marcu 2022 roku podczas rosyjskiej inwazji na Ukrainę. Według strony ukraińskiej składa się ona z rosyjskich jeńców lub dezerterów, którzy zgodzili się na walkę po ukraińskiej stronie w konflikcie.

## Historia
Na początku kwietnia 2022 roku odbyła się konferencja prasowa, na której podający się za byłych rosyjskich żołnierzy bojownicy ogłosili rozpoczęcie rekrutacji do oddziału. Według podanych informacji w szeregach legionu miało się wówczas znajdować ponad 100 osób. Służba Bezpieczeństwa Ukrainy poinformowała, że już 27 marca 2022 roku pierwsi bojownicy legionu przeszli na stronę ukraińską. Przedstawili też swoje postulaty, wśród których znalazły się: chęć obalenia Władimira Putina, walka o „nową Rosję”, prawa człowieka, wolność słowa, powrót do granic Rosji z 1991 roku oraz wycofanie się z Krymu i Sewastopola . Uczestnicy konferencji nie przedstawili żadnych szczegółów dotyczących swojej służby ze względu na obawy o pozostawione w Rosji rodziny.
Według źródeł ukraińskich rekrutacja do oddziału odbywa się pośród rosyjskich jeńców i dezerterów lub emerytowanych żołnierzy Sił Zbrojnych Federacji Rosyjskiej na zasadzie dobrowolności. Jednak do oddziału rekrutują się także Białorusini . Chętni do walki w oddziale mają być weryfikowani przez służby specjalne Ukrainy. Ogłoszono także, że wszystkim bojownikom z legionu będą przysługiwać te same przywileje, co żołnierzom ukraińskim . Wśród członków legionu mają służyć szeregowi, jak i oficerowie .
Rosjanie mogą zostać członkami legionu na 3 sposoby: zostać wskazanym przez dowódców w drodze rekrutacji spośród jeńców złapanych w trakcie wojny, zgłosić się do ambasad Ukrainy w krajach trzecich, bądź kontaktując się z koordynatorem legionu w dowolnym regionie Rosji. Przed wstąpieniem w jego szeregi należy przejść test wykrywaczem kłamstw, zaliczyć badania psychologiczne oraz uzyskać aprobatę osób decyzyjnych.
Początkowo ochotnicy mieli walczyć w rosyjskim umundurowaniu jednak na początku kwietnia 2022 roku otrzymali ukraińskie sorty mundurowe. Już wcześniej mieli rozpocząć szkolenia bojowe.
Na profilu legionu w aplikacji Telegram pojawiała się informacja, że w szeregi oddziału wstąpił ppłk Siergiej Siergiejewicz Kosik z 14 Gwardyjskiego Pułku Lotnictwa Myśliwskiego imienia A.A. Żdanowa 6 Armii Sił Powietrznych Rosji. Większość ujawnionych pochodzi z pogranicznych terenów Rosji. Jedyną osobą medialną, która została członkiem legionu jest Igor Wołobujew, były prezes Gazprombanku. 
Według ukraińskich informacji legion został rozlokowany i operuje w Donbasie .
31 sierpnia legion wraz z dwoma innymi rosyjskimi formacjami ochotniczymi walczącymi po stronie Ukrainy (Rosyjski Korpus Ochotniczy i Narodowa Armia Republikańska) podpisały tzw. deklarację irpińską, zgodnie z którą potwierdzono koordynację działań przeciwko rosyjskim władzom i utworzono wspólne centrum polityczne. Na czele ugrupowania ma stanąć Ilja Ponomariow. Zdecydowano, że wszystkie organizacje zachowają swoje symbole, jednak wspólnie reprezentowane będą pod biało-niebiesko-białą flagą.
22 maja 2023 roku podano, że Legion Wolność Rosji i Rosyjski Korpus Ochotniczy przekroczyły ukraińsko-rosyjską granicę i wkroczyły do obwodu biełgorodzkiego. W ataku miały brać udział artyleria oraz pojazdy opancerzone. Celem uderzenia były m.in. budynki FSB i MSW w Biełgorodzie. Fakt ataku został potwierdzony przez Dmitrija Pieskowa. Strona ukraińska nie przyznała się do przeprowadzenia ataku na terytorium Rosji, a odpowiedzialnością za niego obarczono „oddziały partyzanckie” .

## Symbolika

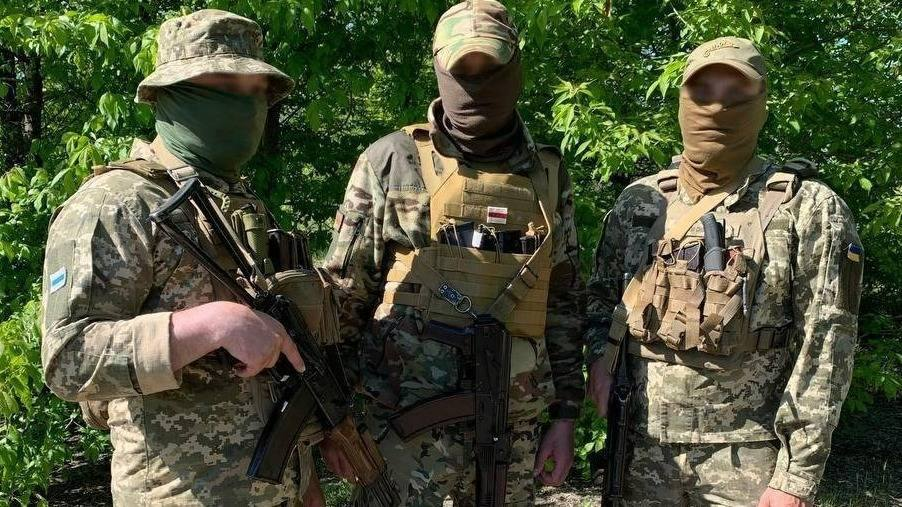
Członek legionu „Wolnej Rosji” (po lewej) wraz z członkiem białoruskiego pułku im. Kastusia Kalinouskiego i ukraińskim żołnierzem

Żołnierze jednostki identyfikują się poprzez używanie trzech symboli:
- naszywki z zaciśniętą pięścią i napisem „Wolność Rosji” (ros. „Свобода России”);
- łacińskiej litery „L”, od której rozpoczynają się wyrazy „Legion” i „Liberty”[19][20] (symbol ten jednak nie jest używany na mundurach);
- także biało-niebiesko-białej flagi. W związku z tą kolorystyką część rosyjskich mediów porównuje „Wolność Rosji” do ROA[21][22][23] – kolaboranckiej organizacji z czasów II wojny światowej. Sam twórca flagi, który zaprojektował ją na kilka miesięcy przed powstaniem legionu, twierdzi, że miała to być rosyjska flaga pozbawiona koloru czerwonego, który symbolizuje „carski autorytaryzm i militaryzm”[24].